# Битка код Дрепане
Битка код Дрепане (близу Трапанија на западној обали Сицилије) је поморска битка, која се одиграла 249. п. н. е. између Картагине и Римске републике у Првом пунском рату. То је била једина поморска битка у Првом пунском рату у коме је Картагина победила.

## Увод
Серија римских поморских победа у биткама, као што су битка код Мила и битка код Екнома, дала је Римљанима довољно самоуверености да се одлучују да директно нападну једно од упоришта Картагине Лилибеј. Флотом је командовао конзул Публије Клаудије Пулхер. Упркос томе што су Римљани стекли поморско искуство, Картагињани су још увек били много бољи у маневрисању на отвореном мору.
Иако су Римљани организовали опсаду бродовима мала картагињанска ескадрила успева усред бела дана да прође кроз блокаду и допреми снабдевање опседнутима у Лилибеју.
По ноћи су успели да одвезу бескорисне коње до луке Дрепане, а да Римљани нису ни знали што се дешава.
То Картагињани понављају неколико пута. То је било понижавајуће за Римљане јер је поништавало цели ефект опсаде.

## Битка
Конзул Пулхер одлучује да изведе изненадни напад на луку Дрепане, где су се налазили бродови, који су пробијали блокаду. Римљани испловљавају по мрклој ноћи да би постигли ефект изненађења. Картагињански извиђачи их нису приметили, али лоша видљивост је пореметила борбену формацију. Кад су се ујутро појавили код Дрепана, флота је била у неорганизованој линији, са Пулхеровим бродом у позадини.
Тиме је умањен ефект изненађења.
Римљани би пред битке гледали знамења, која би им указивала да ли добијају или губе битку. Ту су имали свете пилиће, и ако ови прихвате хране исход битке би наводно био повољан за њих. Пилићи овај пут нису хтели да једу. Пулхер у проблемима са посадом, која је празноверна, баца пилиће у воду говорећи да ће ето попити воду.
Картагињани нису чекали, него су наредили евакуацију луке да не би били ухваћени у блокаду. Картагињански бродови су изашли из луке поред два мала острвцета на отворено море. Кад је то конзул Пулхер приметио било је касно. Сад је борбени распоред био такав да су Римљани имали обалу Сицилије иза леђа, а Картагињане испред себе.
Картагињани најпре десним крилом нападају последње римске бродове. Готово сви римски бродови су потопљени у тој бици.

## Последице
Конзул Пулхер је успио побећи, али у Риму се суочава са оптужбом да је издајник. Римљани нису убијали генерале, него би их слали у прогонство, што се Пулхеру и десило. Основна замерка Пулхеру је било његово третирање светих пилића.
Исте године Хамилкар Барка (Ханибалов отац) успешно је ратовао на Сицилији, а олуја уништава другу римску флоту. Ситуација је била тако очајна да Римљани именују диктатора Аула Атилија Кајатина и шаљу га на острво да надзире копнени рат.
Пораз код Дрепане је изузетно деморализирао Римљане да чекају седам година на градњу друге флоте.